# Michał Siess
Michał Siess, född 10 maj 1994, är en polsk fäktare som tävlar i florett.

## Karriär
Vid olympiska sommarspelen 2024 i Paris blev Siess utslagen i sextondelsfinalen i herrarnas florett av tjeckiske Alexander Choupenitch samt var en del av Polens lag tillsammans med Andrzej Rządkowski, Jan Jurkiewicz och Adrian Wojtkowiak som slutade på sjätte plats i lagtävlingen i florett.